# Kling Klang
 (août 2016).
Pour les articles homonymes, voir Kling.

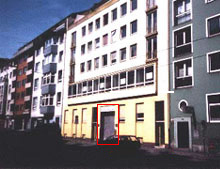
Kling Klang studio

Kling Klang ou Klingklang est une marque déposée du groupe de musique allemand Kraftwerk. Elle a notamment été utilisée pour nommer le studio d'enregistrement privé du groupe (Kling Klang Studio). Son origine vient du titre de l'un de leur morceau créé en 1971 qui figure sur l'album Kraftwerk 2.
La marque « Kling Klang » apparait pour la première fois en 1973 sur l'album Ralf und Florian. La société d'édition musicale fondée pour gérer les droits de Kraftwerk sur ses compositions, Kling Klang Verlag GmbH, est notamment mentionnée. Dans le prolongement, Kling Klang Schallplatten (ultérieurement nommé plus simplement Kling Klang) est le label privé de Kraftwerk qui voit le jour en 1975. Les disques de Kraftwerk sont généralement crédités de la mention « Kling Klang Produkt » suivie de l'année de production. Enfin, la société privée de vente directe en ligne des disques et des produits dérivés de Kraftwerk créée plus tard porte le nom de Klingklang Konsum Produkt GmbH.

## Kling Klang Studio
Le premier album produit réellement au studio Kling Klang fut Radioactivity en 1975. En effet, jusqu'en 1974 et l'enregistrement d'Autobahn, le studio privé de Kraftwerk était avant tout un lieu de travail et de répétition. Kraftwerk ne disposait pas d'équipements suffisants pour enregistrer et mixer à domicile et devait donc faire appel à des services et studios extérieurs. L'ingénieur du son Conny Plank, coproducteur des deux premiers albums du groupe, se déplaçait notamment à ce qui s'appelait à l'époque le Kraftwerk studio avec l'équipement mobile de son propre studio pour effectuer les enregistrements. Le studio de Kraftwerk a été rebaptisé Kling Klang Studio en 1974 ou 1975. Il est en effet mentionné pour la première fois sous sa nouvelle appellation dans les crédits de l'album Radioactivity sorti en fin d'année 1975.
Les membres fondateurs du groupe qui entretiennent un certain secret autour de leur personne et apparaissent peu en public, ont longtemps réussi à tenir confidentielle l'adresse du studio.
Mais en 1999 le musicien Wolfgang Flür dans son livre Ich war ein Roboter – J'étais un robot – dévoile cette adresse : no 16 Mintropstraße à Düsseldorf en Allemagne.
Vers 1980, le studio est entièrement rénové et rendu transportable, alors que le groupe travaille sur son nouvel album Computer World. À la sortie de l'album en 1981, Kraftwerk entame une tournée mondiale en mettant sur scène la nouvelle version mobile du Kling Klang Studio. L'équipement mobile du studio servira à nouveau dans la même configuration (avec des mises à jour de matériel et instruments), pour la tournée The Mix de 1991 et les quelques concerts qui suivront jusqu'en 1998.